# Bonnie Tyler
Bonnie Tyler (născută Gaynor Hopkins Sullivan pe 8 iunie 1951) este o cântăreață britanică de origine galeză , cunoscută pe plan mondial mulțumită șlagărelor sale din anii '70 și '80: „It's a Heartache”, „Holding Out for a Hero” și „Total Eclipse of the Heart”.

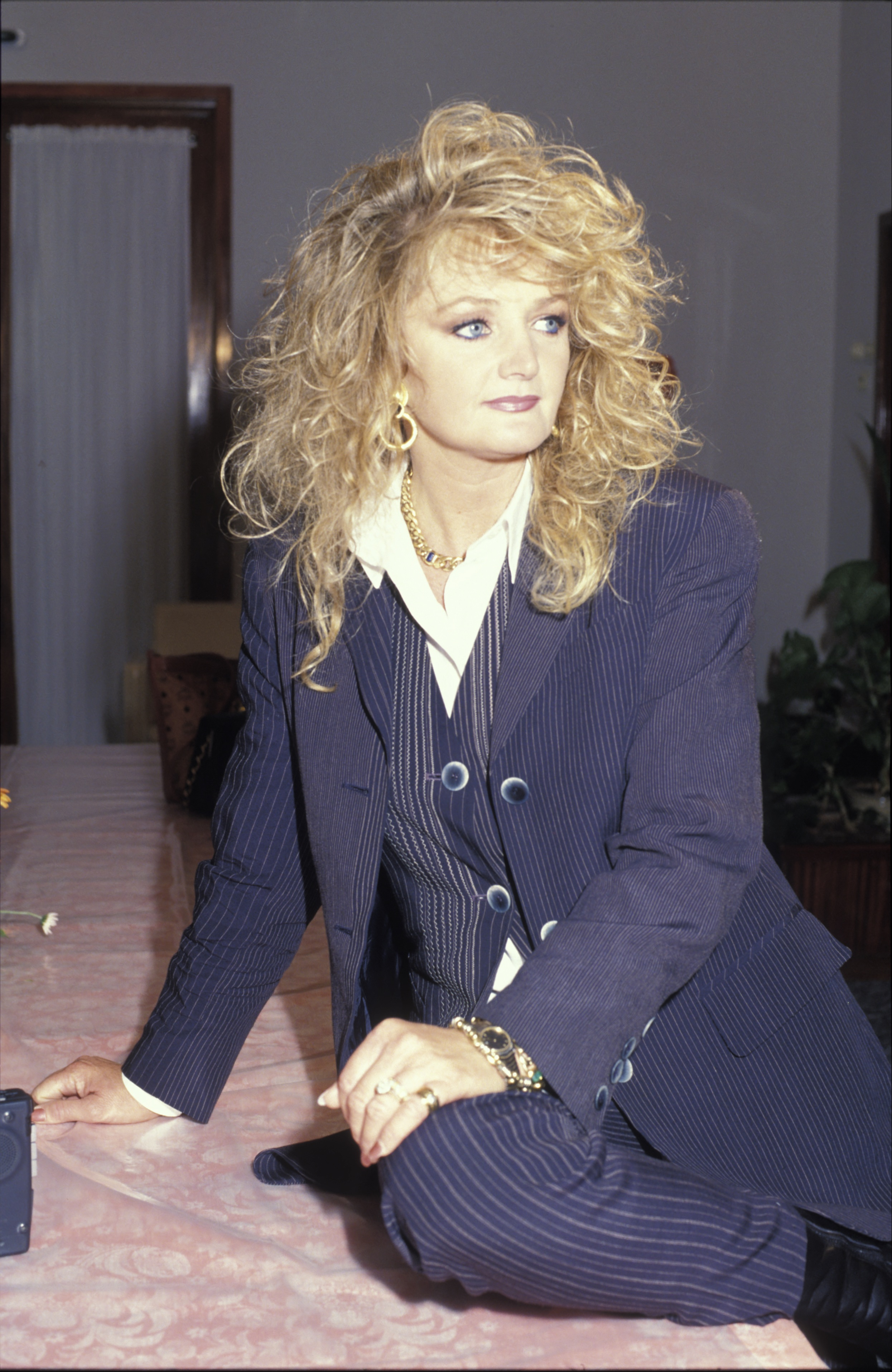
Bonnie Tyler în 1997

## Discografie
Albume de studio
- The World Starts Tonight (1977)
- Natural Force (1978)
- Diamond Cut (1979)
- Goodbye to the Island (1981)
- Faster Than the Speed of Night (1983)
- Secret Dreams and Forbidden Fire (1986)
- Hide Your Heart (1988) also known as Notes From America
- Bitterblue (1991)
- Angel Heart (1992)
- Silhouette in Red (1993)
- Free Spirit (1995)
- All in One Voice (1998)
- Heart Strings (2003) also known as Heart & Soul
- Simply Believe (2004)
- Wings (2005) also known as Celebrate
- Rocks and Honey (2013)
- Between the Earth and the Stars (2019)
- The Best Is Yet to Come (2021)